# Station Krumpendorf
Station Krumpendorf (Sloveens: Kriva Vrba) is een spoorwegstation aan de Drautalspoorlijn in de gemeente Krumpendorf am Wörthersee (Oostenrijk-Karinthië). Het station werd met plaatselijke marmer bekleed en is als monument beschermd.